# Soddara
Soddara is een bestuurslaag in het regentschap Sumenep van de provincie Oost-Java, Indonesië. Soddara telt 4376 inwoners (volkstelling 2010).